# Land of the Blind
Land of the Blind ist ein US-amerikanisch-britisches Filmdrama aus dem Jahr 2006. Regie führte Robert Edwards, der auch das Drehbuch schrieb.

## Handlung
Die Ereignisse werden aus der Perspektive des inhaftierten Joe erzählt. Die Handlung spielt im fiktiven Land Everycountry, das von dem Präsidenten auf Lebenszeit Maximilian II. autoritär regiert wird. Die Zeit der Handlung ist ebenfalls fiktiv und umfasst die Jahre −5 bis +25 (0 ist dabei das Jahr der Revolution). Folter, Hinrichtungen und Vergewaltigungen bestimmen das Leben der Menschen in Everycountry. Der Bühnenautor Thorne gründet die Partei „Bürger für Demokratie und Gerechtigkeit“, die einen bewaffneten Untergrundkampf gegen das unmenschliche System Maximilians führt. Dabei gehen die Kämpfer genauso brutal vor wie die Regierungstruppen und schrecken vor Bombenanschlägen und Verstümmelungen unschuldiger Menschen nicht zurück.
Thorne wird inhaftiert. Joe fällt die Aufgabe zu, den Staatsfeind zu bewachen. Joe beginnt, sich für Thornes Ideen zu interessieren. Auch als Joe nach seiner Wärtertätigkeit in einem mysteriösen „Bataillon 6“ dient und zum Offizier befördert wird, stehen die beiden in Briefkontakt. Nach Thornes Entlassung, die auf Druck des Volkes hin veranlasst wird, sehen sie sich wieder. Joe hat inzwischen geheiratet und ist Wächter im Präsidentenpalast. Kurze Zeit später stürmt Thorne mit Hilfe Joes den Wohnsitz des Präsidenten. Maximilian II. und seine Frau Josephine werden beim bizarren Sexspiel überrascht und von Thorne erschossen. Thorne übernimmt die Macht und regiert mit ähnlicher Härte wie sein Vorgänger. Für seine Gegner werden Umerziehungslager eingerichtet. Die Revolution hat den Menschen weder Freiheit noch Frieden gebracht.
Zunächst wird Joe auf Plakatwänden und im Fernsehen als Held gefeiert, weil er den Sturz Maximilians ermöglicht hatte. Ihm kommen jedoch Zweifel an der Richtigkeit seines Tuns – er hatte stets gehofft, so seinem Land dienen zu können. Nun erkennt er, dass dies nicht der Fall war. Als er sich weigert, einen Eid auf Thorne abzulegen, lässt dieser ihn ins Gefängnis werfen. Joe widersetzt sich allen Umerziehungsversuchen. Seine Frau und seine Tochter wird er nicht mehr wieder sehen. Nach 2 Jahrzehnten wird auch Diktator Thorne gestürzt und Everycountry von einem Neffen Maximilians II. regiert, der im Exil gewesen war. Ob dies nun eine Verbesserung für die Menschen mit sich bringt, bleibt offen. Joe bleibt weiterhin im Gefängnis, da ihm nunmehr Mithilfe am Sturz Maximilians II. vorgeworfen wird. In der Schlusssequenz sieht man Joe im Gefängnis an der Schreibmaschine sitzen, er stellt sich vor, seine nunmehr erwachsene Tochter käme zu Besuch. Später sieht man die junge Frau weinend in einem Hausflur stehen – sie war wirklich im Gefängnis bei ihrem Vater, der sie nicht wahrgenommen hat.

## Kritiken
Jay Weissberg schrieb in der Zeitschrift Variety vom 21. Februar 2006, der Film gehöre zu den „besonders spektakulären Fehlschlägen“ des Jahres. Ihm fehle Originalität; er funktioniere nicht als politische Satire.

## Hintergründe
Der Film wurde in London gedreht. Er wurde am 31. Januar 2006 auf dem International Film Festival Rotterdam gezeigt; am 10. August 2006 folgte eine Vorführung auf dem Rhode Island International Film Festival. Der Film wurde in zwei Kinos der USA veröffentlicht, in den er ca. 5 Tsd. US-Dollar einspielte. In den meisten Ländern wurde er direkt auf DVD veröffentlicht, in Deutschland war das am 22. November 2007.